# 邻苯二甲酸二己酯
邻苯二甲酸二己酯（或称为邻苯二甲酸二正己酯）化学式C20H30O4，是一种邻苯二甲酸酯，可看作一分子邻苯二甲酸与两分子正己醇形成的酯。